# Čestoslavica
Čestoslavica (srpac, pilica crljena; hrvatski i latinski sinonim je parahebe; lat. Veronica), veliki biljni rod iz porodice trpučevki. Pripada mu 460 vrsta jednogodišnjeg raslinja i trajnica rasprostranjenih po čitavom svijetu. U Hrvatskoj postoji oko 40 vrsta i podvrsta, među kojima i ljekovita čestoslavica.
Vrste iz roda Pseudolysimachion, hrv. paprotivak, uključene su u ovaj rod, to su: Barrelierov paprotivak (Pseudolysimachion barrelieri), dugolisni paprotivak (Pseudolysimachion longifolium), sjajnolisni paprotivak (Pseudolysimachion orchideum), klasasti paprotivak (Pseudolysimachion spicatum) i  lažni paprotivak (Pseudolysimachion spurium).

## Etimologija
Latinsko ime roda je kasnolatinski oblik grčkog Berenike/Pherenike, phero, nositelj, i nike, pobjeda, vjerojatno aludirajući na svetu Veroniku.

## Opis
To je zeljasto bilje ili polugrmlje (V. fruticans), grmlje, višegodišnje, dvogodišnje (V. triphyllos) ili jednogodišnje; rizomi su puzeći ili ih nema. Stabljike puzeće do uspravne, gole ili dlakave, žljezdaste ili nežljezdaste. Listovi rebrasti, rijetko u bazalnim rozetama, nasuprotni. Cvatovi završni i/ili aksilarni (pazušni), grozdovi; brakteje prisutne, ponekad lisnate. Cvjetovi dvospolni; čašnih listića 4 (ili 5), bazalno spojenih, čaška obostrano simetrična; vjenčić svijetlo do tamnoplav sa svjetlijim ili crvenkastim središtem, ljubičast, boje lavande ili purpuran do ružičast s tamnijim središtem, ili bijel, bilateralno simetričan. Režnja 4 , abaksijalni 3, adaksijalni 1; prašnika 2, bazalno priraslih za vjenčić, niti gole; staminod 0; jajnik 2-lokularan, osovina posteljice. Plodovi kapsule, dehiscencija lokulicidna. Sjemenke (1–)4–140, žute do smeđe, rijetko crnkaste, plankonveksne do urnolike, bez krilca.

## Vrste
1. Veronica abyssinica Fresen.
2. Veronica acinifolia L., rascijepana čestoslavica
3. Veronica acrotheca Bornm. & Gauba
4. Veronica adamsii Cheeseman
5. Veronica agrestis L., divlja čestoslavica
6. Veronica alatavica Popov
7. Veronica albicans Petrie
8. Veronica albiflora (Pennell) Albach
9. Veronica allahuekberensis Öztürk
10. Veronica allionii Vill.
11. Veronica alpina L.,alpska čestoslavica
12. Veronica americana (Raf.) Schwein. ex Benth.
13. Veronica amoena M. Bieb.
14. Veronica amplexicaulis J. B. Armstr.
15. Veronica anagallis-aquatica L., vodena čestoslavica
16. Veronica anagalloides Guss., močvarna čestoslavica
17. Veronica angustissima (Cockayne) Garn.-Jones
18. Veronica annulata (Petrie) Cockayne ex Cheeseman
19. Veronica antalyensis M. A. Fisch.
20. Veronica aphylla L., bezlisna čestoslavica
21. Veronica aragonensis Stroh
22. Veronica archboldii Pennell
23. Veronica arcuata (B. G. Briggs & Ehrend.) B. G. Briggs
24. Veronica arenaria A. Cunn. ex Benth.
25. Veronica arenosa (Serg.) Boriss.
26. Veronica arganthera (Garn.-Jones, Bayly, W. G. Lee & Rance) Garn.-Jones
27. Veronica argute-serrata Regel & Schmalh.
28. Veronica armena Boiss. & A. Huet
29. Veronica armstrongii Johnson ex J. B. Armstr.
30. Veronica arvensis L., poljska čestoslavica
31. Veronica aucheri Boiss.
32. Veronica austriaca L., tankolisna čestoslavica
33. Veronica avromanica M. A. Fisch.
34. Veronica aznavourii Dörfl.
35. Veronica bachofenii Heuff.
36. Veronica balansae Stroh
37. Veronica barkeri Cockayne
38. Veronica barrelieri H. Schott ex Roem. & Schult., Barrelierov paprotivak
39. Veronica bastardii Boreau
40. Veronica baumgartenii Roem. & Schult.
41. Veronica baylyi Garn.-Jones
42. Veronica beccabunga L., potočna čestoslavica
43. Veronica bellidioides L.
44. Veronica benthamii Hook. fil.
45. Veronica biggarii Cockayne
46. Veronica biloba Schreb. ex L.
47. Veronica birleyi N. E. Br.
48. Veronica bishopiana Petrie
49. Veronica blakelyi (B.G.Briggs & Ehrend.) B.G.Briggs
50. Veronica bogosensis Tumadz.
51. Veronica bolkardaghensis (M.A.Fisch.) Albach
52. Veronica bollonsii Cockayne
53. Veronica bombycina Boiss. & Kotschy
54. Veronica borisovae Holub
55. Veronica bozakmanii M. A. Fisch.
56. Veronica brachysiphon (Summerh.) Bean
57. Veronica brassii (Pennell) Albach
58. Veronica breviracemosa R. B. Oliv.
59. Veronica buchananii Hook. fil.
60. Veronica bucharica B. Fedtsch.
61. Veronica bungei Boiss.
62. Veronica cachemirica Gand.
63. Veronica caespitosa Boiss.
64. Veronica calcicola (Bayly & Garn.-Jones) Garn.-Jones
65. Veronica callitrichoides Kom.
66. Veronica calycina R. Br.
67. Veronica campylopoda Boiss.
68. Veronica cana Wall. ex Benth.
69. Veronica canterburiensis J. B. Armstr.
70. Veronica capillipes Nevski
71. Veronica capitata Royle ex Benth.
72. Veronica capsellicarpa Dubovik
73. Veronica cardiocarpa (Kar. & Kir.) Walp.
74. Veronica carminea Albach
75. Veronica carstensensis Wernham
76. Veronica catarractae G. Forst.
77. Veronica catenata Pennell, lančasta čestoslavica
78. Veronica caucasica M. Bieb.
79. Veronica ceratocarpa C. A. Mey.
80. Veronica cetikiana Öztürk
81. Veronica chamaedrys L., dvorednodlakava čestoslavica
82. Veronica chamaepithyoides Lam.
83. Veronica chathamica Buchanan
84. Veronica chayuensis D. Y. Hong
85. Veronica cheesemanii Benth.
86. Veronica chinoalpina T. Yamaz.
87. Veronica chionantha Bornm.
88. Veronica chionohebe Garn.-Jones
89. Veronica ciliata Fisch.
90. Veronica ciliolata (Hook. fil.) Cheeseman
91. Veronica cinerea Boiss. & Balansa
92. Veronica cockayneana Cheeseman
93. Veronica colensoi Hook. fil.
94. Veronica colostylis Garn.-Jones
95. Veronica consolatae Chiov.
96. Veronica contandriopouli Quézel & Contandr.
97. Veronica continua B. G. Briggs
98. Veronica copelandii Eastw.
99. Veronica corriganii (Carse) Garn.-Jones
100. Veronica cretacea Ostapko
101. Veronica crinita Kit. ex Schult.
102. Veronica crista-galli Steven
103. Veronica cryptomorpha (Bayly, Kellow, G. E. Harper & Garn.-Jones) Garn.-Jones
104. Veronica cuneifolia D. Don
105. Veronica cupressoides Hook. fil.
106. Veronica cusickii A. Gray
107. Veronica cymbalaria Bodard, zidna čestoslavica
108. Veronica czerniakowskiana Monjuschko
109. Veronica dabneyi Hochst. ex Seub.
110. Veronica daghestanica Trautv.
111. Veronica dalmatica Padilla-García, Rojas-Andrés, López-González & M. M. Mart. Ort., dalmatinska čestoslavica
112. Veronica daranica Saeidi & Ghahr.
113. Veronica daurica Steven
114. Veronica davisii M. A. Fisch.
115. Veronica debilis Freyn
116. Veronica decora (Ashwin) Garn.-Jones
117. Veronica decorosa F. Muell.
118. Veronica decumbens J. B. Armstr.
119. Veronica deltigera Wall. ex Benth.
120. Veronica densiflora Ledeb.
121. Veronica densifolia (F. Muell.) F. Muell.
122. Veronica denudata Albov
123. Veronica derwentiana Andrews
124. Veronica dichrus Schott & Kotschy
125. Veronica dieffenbachii Benth.
126. Veronica dilatata (G. Simpson & J. S. Thomson) Garn.-Jones
127. Veronica dillenii Crantz,  Dillenijeva čestoslavica
128. Veronica diosmifolia A. Cunn.
129. Veronica diosmoides Schltr.
130. Veronica distans R. Br.
131. Veronica donetzica Ostapko
132. Veronica donii Römpp
133. Veronica elliptica G. Forst.
134. Veronica elmaliensis M. A. Fisch.
135. Veronica emodi T. Yamaz.
136. Veronica epacridea Hook. fil.
137. Veronica erinoides Boiss. & Spruner
138. Veronica eriogyne H. J. P. Winkl.
139. Veronica ersin-yucelii Yaylaci, O. Koyuncu & Ocak
140. Veronica euphrasiifolia Link
141. Veronica evenosa Petrie
142. Veronica fargesii Franch.
143. Veronica farinosa Hausskn.
144. Veronica fedtschenkoi Boriss.
145. Veronica ferganica Popov
146. Veronica filifolia Lipsky
147. Veronica filiformis Sm.
148. Veronica filipes P. C. Tsoong
149. Veronica flavida (Bayly, Kellow & de Lange) Garn.-Jones
150. Veronica formosa R. Br.
151. Veronica forrestii Diels
152. Veronica fragilis Boiss. & Hausskn.
153. Veronica francispetae M. A. Fisch.
154. Veronica fraterna N. E. Br.
155. Veronica fridericae M. A. Fisch.
156. Veronica fruticans Jacq.
157. Veronica fruticulosa L.
158. Veronica fuhsii Freyn & Sint.
159. Veronica galathica Boiss.
160. Veronica gaubae Bornm.
161. Veronica gentianoides Vahl
162. Veronica gibbsii Kirk
163. Veronica glandulosa Hochst. ex Benth.
164. Veronica glauca Sm.
165. Veronica glaucophylla Cockayne
166. Veronica gorbunovii Gontsch.
167. Veronica gorumsensis Boiss. & Kotschy ex Fisch.
168. Veronica gracilis R. Br.
169. Veronica grandiflora Gaertn.
170. Veronica grisebachii Walters
171. Veronica grosseserrata B. G. Briggs & Ehrend.
172. Veronica gunae Engl.
173. Veronica haastii Hook. fil.
174. Veronica hectorii Hook. fil.
175. Veronica hederifolia L., bršljanasta čestoslavica
176. Veronica henryi T. Yamaz.
177. Veronica heureka (M. A. Fisch.) Tzvelev
178. Veronica hillebrandii F. Muell.
179. Veronica himalensis D. Don
180. Veronica hispidula Boiss. & A. Huet
181. Veronica hongii Q. L. Gan, Z. Yu Li & S. Z. Xu
182. Veronica hookeri (Buchanan) Garn.-Jones
183. Veronica hookeriana Walp.
184. Veronica hulkeana F. Muell. ex Hook. fil.
185. Veronica imerethica Kem.-Nath.
186. Veronica incana L.
187. Veronica inflexa Albach
188. Veronica insularis Cheeseman
189. Veronica intercedens Bornm.
190. Veronica ionantha Albach
191. Veronica japonensis Makino
192. Veronica javanica Blume
193. Veronica jovellanoides Garn.-Jones & de Lange
194. Veronica kaiseri Täckh.
195. Veronica kellowiae Garn.-Jones
196. Veronica khorassanica Czerniak.
197. Veronica kopetdaghensis B. Fedtsch. ex Boriss.
198. Veronica kopgecidiensis Öztürk & M. A. Fisch.
199. Veronica kotschyana Benth.
200. Veronica krasnoborovii Kosachev & Shaulo
201. Veronica krylovii Schischk.
202. Veronica kurdica Benth.
203. Veronica laeta Kar. & Kir.
204. Veronica lanceolata Benth.
205. Veronica lanosa Royle ex Benth.
206. Veronica lanuginosa Benth. ex Hook. fil.
207. Veronica lavaudiana Raoul
208. Veronica laxa Benth.
209. Veronica laxissima D. Y. Hong
210. Veronica leiocarpa Boiss.
211. Veronica leiophylla Cheeseman
212. Veronica lendenfeldii F. Muell.
213. Veronica ligustrifolia A. Cunn.
214. Veronica lilliputiana Stearn
215. Veronica linariifolia Pall. ex Link
216. Veronica linearis (Bornm.) Rojas-Andrés & M. M. Mart. Ort.
217. Veronica linifolia Hook. fil.
218. Veronica lithophila (B. G. Briggs & Ehrend.) B. G. Briggs
219. Veronica liwanensis K. Koch
220. Veronica longifolia L., dugolisni paprotivak
221. Veronica longipedicellata Saeidi
222. Veronica longipetiolata D. Y. Hong
223. Veronica luetkeana Rupr.
224. Veronica lyallii Hook. fil.
225. Veronica lycica E. Lehm.
226. Veronica lycopodioides Hook. fil.
227. Veronica maccaskillii (Allan) Heenan
228. Veronica macrantha Hook. fil.
229. Veronica macrocalyx J. B. Armstr.
230. Veronica macrocarpa Vahl
231. Veronica macropoda Boiss.
232. Veronica macrostachya Vahl
233. Veronica macrostemon Bunge ex Ledeb.
234. Veronica magna M. A. Fisch.
235. Veronica mampodrensis Losa & P. Monts.
236. Veronica mannii Hook. fil.
237. Veronica maritima L.
238. Veronica masoniae (L. B. Moore) Garn.-Jones
239. Veronica matthewsii Cheeseman
240. Veronica mazanderanae Wendelbo
241. Veronica melanocaulon Garn.-Jones
242. Veronica mexicana S. Watson
243. Veronica michauxii Lam.
244. Veronica micrantha Hoffmanns. & Link
245. Veronica microcarpa Boiss.
246. Veronica miqueliana Nakai
247. Veronica mirabilis Wendelbo
248. Veronica monantha Merr.
249. Veronica montana L., gorska čestoslavica
250. Veronica montbretii M. A. Fisch.
251. Veronica monticola Trautv.
252. Veronica mooreae (Heads) Garn.-Jones
253. Veronica morrisonicola Hayata
254. Veronica multifida L.
255. Veronica muratae T. Yamaz.
256. Veronica murrellii (G. Simpson & J. S. Thomson) Garn.-Jones
257. Veronica nakaiana Ohwi
258. Veronica nevadensis (Pau) Pau
259. Veronica nipponica Makino
260. Veronica nivea Lindl.
261. Veronica notabilis F. Muell. ex Benth.
262. Veronica notialis Garn.-Jones
263. Veronica novae-hollandiae Poir.
264. Veronica nummularia Gouan
265. Veronica obtusata Cheeseman
266. Veronica ochracea (Ashwin) Garn.-Jones
267. Veronica odora Hook. fil.
268. Veronica oetaea Gustavsson
269. Veronica officinalis L., ljekovita čestoslavica
270. Veronica ogurae (T. Yamaz.) Albach
271. Veronica olgensis Kom.
272. Veronica oligosperma Hayata
273. Veronica oltensis Woronow & Schelk.
274. Veronica onoei Franch. & Sav.
275. Veronica opaca Fr., maljava čestoslavica
276. Veronica orbiculata A. Kern.
277. Veronica orchidea Crantz, sjajnolisni paprotivak
278. Veronica orientalis Mill.
279. Veronica ornata Monjuschko
280. Veronica orsiniana Ten., Orsinijeva čestoslavica
281. Veronica ovata Nakai
282. Veronica oxycarpa Boiss.
283. Veronica ozturkii Yild.
284. Veronica paederotae Boiss.
285. Veronica panormitana Tineo ex Guss.
286. Veronica papuana (P. Royen & Ehrend.) Albach
287. Veronica pareora (Garn.-Jones & Molloy) Garn.-Jones
288. Veronica parnkalliana J. M. Black
289. Veronica parsana Doostm. & Bordbar
290. Veronica parviflora Vahl
291. Veronica parvifolia Vahl
292. Veronica pauciramosa (Cockayne & Allan) Garn.-Jones
293. Veronica pectinata L.
294. Veronica peduncularis M. Bieb.
295. Veronica pentasepala (L. B. Moore) Garn.-Jones
296. Veronica perbella (de Lange) Garn.-Jones
297. Veronica peregrina L., strana čestoslavica
298. Veronica perfoliata R. Br.
299. Veronica persica Poir., perzijska čestoslavica
300. Veronica petraea (M. Bieb.) Steven
301. Veronica petriei (Buchanan) Kirk
302. Veronica phormiiphila Garn.-Jones
303. Veronica pimeleoides Hook. fil.
304. Veronica pinguifolia Hook. fil.
305. Veronica pinnata L.
306. Veronica piroliformis Franch.
307. Veronica planopetiolata G. Simpson & J. S. Thomson
308. Veronica platycarpa Pennell
309. Veronica plebeia R. Br.
310. Veronica polifolia Benth.
311. Veronica polita Fr., sjajna čestoslavica
312. Veronica polium P. H. Davis
313. Veronica ponae Gouan
314. Veronica pontica (Rupr. ex Boiss.) Wettst.
315. Veronica poppelwellii Cockayne
316. Veronica porphyriana Pavlov
317. Veronica praecox All.,  rana čestoslavica
318. Veronica propinqua Cheeseman
319. Veronica prostrata L., oborena čestoslavica
320. Veronica pubescens Banks & Sol. ex Benth.
321. Veronica pulvinaris (Hook. fil.) Cheeseman
322. Veronica punicea Garn.-Jones
323. Veronica pusanensis Y. N. Lee
324. Veronica pusilla Kotschy & Boiss.
325. Veronica pyrethrina Nakai
326. Veronica quadrifaria Kirk
327. Veronica quezelii M. A. Fisch.
328. Veronica rakaiensis J. B. Armstr.
329. Veronica ramosissima Boriss.
330. Veronica raoulii Hook. fil.
331. Veronica rapensis F. Br.
332. Veronica rechingeri M. A. Fisch.
333. Veronica repens Clarion ex DC.
334. Veronica reuteriana Boiss.
335. Veronica reverdattoi Krasnob.
336. Veronica rhodopaea (Velen.) Degen ex Stoj. & Stef.
337. Veronica riae H. J. P. Winkl.
338. Veronica rigidula Cheeseman
339. Veronica rivalis Garn.-Jones
340. Veronica robusta (Prain) T. Yamaz.
341. Veronica rockii H. L. Li
342. Veronica rosea Desf.
343. Veronica rotunda Nakai
344. Veronica rubrifolia Boiss.
345. Veronica rupicola Cheeseman
346. Veronica sajanensis Printz
347. Veronica salicifolia G. Forst.
348. Veronica salicornioides Hook. fil.
349. Veronica samuelssonii Rech. fil.
350. Veronica sartoriana Boiss. & Heldr.
351. Veronica satureiifolia Poit. & Turpin
352. Veronica saturejoides Vis., vriskolika čestoslavica
353. Veronica saxicola (de Lange) Heenan
354. Veronica scardica Griseb., skardijska čestoslavica
355. Veronica schistosa E. A. Busch
356. Veronica schmidtiana Regel
357. Veronica scopulorum (Bayly, de Lange & Garn.-Jones) Garn.-Jones
358. Veronica scrupea Garn.-Jones
359. Veronica scutellata L., štitkasta čestoslavica (močvarna čestoslavica)
360. Veronica senex (Garn.-Jones) Garn.-Jones
361. Veronica sennenii (Pau) M. M. Mart. Ort. & E. Rico
362. Veronica serpyllifolia L.,  jajastolistna čestoslavica
363. Veronica shichengensis (S. S. Ying) S. S. Ying
364. Veronica siaretensis E. Lehm.
365. Veronica sibthorpioides Debeaux ex Degen & Herv.
366. Veronica sieboldiana Miq.
367. Veronica simensis Fresen.
368. Veronica simulans Garn.-Jones
369. Veronica sobolifera B. G. Briggs & Ehrend.
370. Veronica societatis (Bayly & Kellow) Garn.-Jones
371. Veronica spathulata Benth.
372. Veronica speciosa R. Cunn. ex A. Cunn.
373. Veronica spectabilis (Garn.-Jones) Garn.-Jones
374. Veronica spicata L., klasasta čestoslavica, klasasti paprotivak
375. Veronica spirei Bonati
376. Veronica spuria L., lažni paprotivak
377. Veronica stamatiadae M. A. Fisch. & Greuter
378. Veronica stelleri Pall. ex Link
379. Veronica stenophylla Steud.
380. Veronica stewartii Pennell
381. Veronica stricta Banks & Sol. ex Benth.
382. Veronica strictissima (Kirk) Garn.-Jones
383. Veronica strigosa Albach
384. Veronica stylophora Popov ex Vved.
385. Veronica subalpina Cockayne
386. Veronica subfulvida (G. Simpson & J. S. Thomson) Garn.-Jones
387. Veronica sublobata M. A. Fisch., plitkorežnjasta čestoslavica
388. Veronica subsessilis (Miq.) Carrière
389. Veronica subtilis B. G. Briggs & Ehrend.
390. Veronica surculosa Boiss. & Balansa
391. Veronica sutchuenensis Franch.
392. Veronica syriaca Roem. & Schult.
393. Veronica szechuanica Batalin
394. Veronica tairawhiti (B. D. Clarkson & Garn.-Jones) Garn.-Jones
395. Veronica taiwanica T. Yamaz.
396. Veronica taurica Willd.
397. Veronica tauricola Bornm.
398. Veronica teberdensis (Kem.-Nath.) Boriss.
399. Veronica telephiifolia Vahl
400. Veronica tenuifolia Asso
401. Veronica tenuissima Boriss.
402. Veronica tetragona Hook.
403. Veronica tetrasticha Hook. fil.
404. Veronica teucrioides Boiss. & Heldr.
405. Veronica teucrium L., širokolisna čestoslavica
406. Veronica thessalica Benth.
407. Veronica thomsonii (Buchanan) Cheeseman
408. Veronica thracica Velen.
409. Veronica thymifolia Sm.
410. Veronica thymoides P. H. Davis
411. Veronica tianschanica Lincz.
412. Veronica tibetica D. Y. Hong
413. Veronica topiaria (L. B. Moore) Garn.-Jones
414. Veronica townsonii Cheeseman
415. Veronica traversii Hook. fil.
416. Veronica treadwellii (Cockayne & Allan) Garn.-Jones
417. Veronica trichadena Jord. & Fourr.
418. Veronica trifida Petrie
419. Veronica triloba (Opiz) Opiz,  trokrpa čestoslavica
420. Veronica triphyllos L.,  trolisna čestoslavica
421. Veronica truncatula Colenso
422. Veronica tsinglingensis D. Y. Hong
423. Veronica tubata (Diels) Albach
424. Veronica tumadzhanovii Mardal.
425. Veronica tumida Kirk
426. Veronica turrilliana Stoj. & Stef.
427. Veronica umbelliformis Pennell
428. Veronica undulata Wall.
429. Veronica urticifolia Jacq., koprivolistna čestoslavica,
430. Veronica urvilleana (W. R. B. Oliv.) Garn.-Jones
431. Veronica vandellioides Maxim.
432. Veronica vandewateri Wernham
433. Veronica velutina (B. G. Briggs & Ehrend.) B. G. Briggs
434. Veronica vendettadeae Albach
435. Veronica venustula Colenso
436. Veronica verna L., proljetna čestoslavica
437. Veronica vernicosa Hook. fil.
438. Veronica vindobonensis (M. A. Fisch.) M. A. Fisch., bečka čestoslavica
439. Veronica viscosa Boiss.
440. Veronica wilhelminensis Albach
441. Veronica wormskjoldii Roem. & Schult.
442. Veronica wulingensis S. S. Ying
443. Veronica yildirimlii Öztürk
444. Veronica yunnanensis D. Y. Hong
445. Veronica zygantha Garn.-Jones
446. Veronica ×affinis (Cheeseman) Garn.-Jones
447. Veronica ×albachii Kosachev
448. Veronica ×altaica Kosachev
449. Veronica ×andersonii Lindl. & Paxton
450. Veronica ×bidwillii Hook.
451. Veronica ×blockiana (Trávn.) Albach
452. Veronica ×carsei Petrie
453. Veronica ×cassinioides Matthews ex Petrie
454. Veronica ×czemalensis Kosachev & Albach
455. Veronica ×divergens Cheeseman
456. Veronica ×erecta Kirk
457. Veronica ×fairfieldii Hook. fil.
458. Veronica ×franciscana (Eastw.) Howell, Raven & Rubtzov
459. Veronica ×godronii Rouy
460. Veronica ×grisea Kosachev & A. L. Ebel
461. Veronica ×handelii Watzl
462. Veronica ×janchenii Watzl
463. Veronica ×kirkii J. B. Armstr.
464. Veronica ×kolyvanensis Kosachev & Shaulo
465. Veronica ×lackschewitzii J. B. Keller
466. Veronica ×laevastonii (Cockayne & Allan) Garn.-Jones
467. Veronica ×leiosala (Cockayne & Allan) Garn.-Jones
468. Veronica ×leucothrix Pennell
469. Veronica ×lewisii J. B. Armstr.
470. Veronica ×loganioides J. B. Armstr.
471. Veronica ×macrosperma J. Schust.
472. Veronica ×mauksii Huljak
473. Veronica ×media Schrad.
474. Veronica ×myriantha Tosh. Tanaka
475. Veronica ×sapiehae (Blocki ex Holub) Albach
476. Veronica ×sapozhnikovii Kosachev
477. Veronica ×schmakovii Kosachev
478. Veronica ×sessiliflora Bunge
479. Veronica ×simmonsii Cockayne
480. Veronica ×smirnovii Kosachev & D. A. German
481. Veronica ×uniflora Kirk
482. Veronica ×vollmannii J. Schust.
483. Veronica ×wallii Garn.-Jones
484. Veronica ×wiesbauriana J. Schust.

## Sinonimi
- Agerella Fourr.
- Aidelus Spreng.
- Allopleia Raf.
- Atelianthus Nutt. ex Benth.
- Azurinia Fourr.
- Beccabunga Hill
- Besseya Rydb.
- Bonarota Adans.
- Cardia Dulac
- Chionohebe B.G.Briggs & Ehrend.
- Cochlidiosperma (Rchb.) Rchb.
- Coerulinia Fourr.
- Cymbophyllum F.Muell.
- Derwentia Raf.
- Detzneria Schltr. ex Diels
- Diplophyllum Lehm.
- Eustachya Raf.
- Eustaxia Raf.
- Hebe Comm. ex Juss.
- Hedystachys Fourr.
- Heliohebe Garn.-Jones
- Lunellia Nieuwl.
- Odicardis Raf.
- Oligospermum D.Y.Hong
- Paederotella (E.Wulff) Kem.-Nath.
- Parahebe W.R.B.Oliv.
- Petrodora Fourr.
- Pocilla Fourr.
- Pseudolysimachion Opiz
- Pygmea Hook.f.
- Synthyris Benth.
- Uranostachys Fourr.
- Veronicella Fourr.
- Zeliauros Raf.
- Hebejeebie Heads
- Leonohebe Heads
- Limnaspidium Fourr.
- Omphalospora Bartl.
- Panoxis Raf.
- Ponaria Raf.